# Satyrus hunza
Satyrus hunza är en fjärilsart som beskrevs av Andrej Nikolajewitsch Avinoff och Sweadner 1951. Satyrus hunza ingår i släktet Satyrus och familjen praktfjärilar. Inga underarter finns listade.